# Blera shirakii
Blera shirakii är en tvåvingeart som beskrevs av Barkalov och Mutin 1991. Blera shirakii ingår i släktet stubblomflugor, och familjen blomflugor. Inga underarter finns listade i Catalogue of Life.